# Nephrotoma dominicana
Nephrotoma dominicana là một loài ruồi trong họ Ruồi hạc (Tipulidae). Chúng phân bố ở vùng Tân nhiệt đới.